# 1988. évi téli olimpiai játékok
Az 1988. évi téli olimpiai játékok, hivatalos nevén a XV. téli olimpiai játékok egy több sportot magába foglaló nemzetközi sportesemény volt, melyet 1988. február 13. és február 28. között rendeztek meg a kanadai Calgaryban.

## Részt vevő nemzeti olimpiai bizottságok
Az alábbi nemzetek olimpiai csapatai küldtek sportolókat a játékokra.
Öt ország első alkalommal vett részt a téli olimpiai játékokon, ezek vastagítással kiemeltek. Zárójelben az adott nemzeti csapatban induló sportolók létszáma.
- Egyesült Államok (USA) (117 – 86 férfi, 31 nő)
- Amerikai Virgin-szigetek (ISV) (6 – 4 férfi, 2 nő)
- Andorra (AND) (4 – 2 férfi, 2 nő)
- Argentína (ARG) (15 – 10 férfi, 5 nő)
- Ausztrália (AUS) (17 – 15 férfi, 2 nő)
- Ausztria (AUT) (73 – 66 férfi, 7 nő)
- Belgium (BEL) (1 – 1 nő)
- Bolívia (BOL) (6 – 6 férfi)
- Bulgária (BUL) (26 – 24 férfi, 2 nő)
- Chile (CHI) (5 – 5 férfi)
- Ciprus (CYP) (3 – 2 férfi, 1 nő)
- Csehszlovákia (TCH) (60 – 50 férfi, 10 nő)
- Costa Rica (CRC) (2 – 2 férfi)
- Dánia (DEN) (1 – 1 férfi)
- Dél-Korea (KOR) (22 – 18 férfi, 4 nő)
- Észak-Korea (PRK) (6 – 3 férfi, 3 nő)
- Fidzsi-szigetek (FIJ) (1 – 1 férfi)
- Finnország (FIN) (53 – 46 férfi, 7 nő)
- Franciaország (FRA) (68 – 53 férfi, 15 nő)
- Fülöp-szigetek (PHI) (1 – 1 férfi)
- Görögország (GRE) (6 – 5 férfi, 1 nő)
- Guam (GUM) (1 – 1 férfi)
- Guatemala (GUA) (6 – 5 férfi, 1 nő)
- Hollandia (NED) (11 – 6 férfi, 5 nő)
- Holland Antillák (AHO) (2 – 2 férfi)
- India (IND) (3 – 2 férfi, 1 nő)
- Izland (ISL) (3 – 2 férfi, 1 nő)
- Jamaica (JAM) (4 – 4 férfi)
- Japán (JPN) (48 – 37 férfi, 11 nő)
- Jugoszlávia (YUG) (22 – 16 férfi, 6 nő)
- Kanada (CAN) (113 – 83 férfi, 30 nő)
- Kína (CHN) (13 – 6 férfi, 7 nő)
- Lengyelország (POL) (32 – 28 férfi, 4 nő)
- Libanon (LIB) (4 – 4 férfi)
- Liechtenstein (LIE) (13 – 11 férfi, 2 nő)
- Luxemburg (LUX) (1 – 1 férfi)
- Marokkó (MAR) (3 – 3 férfi)
- Magyarország (HUN) (5 – 3 férfi, 2 nő)
- Mexikó (MEX) (11 – 10 férfi, 1 nő)
- Monaco (MON) (3 – 3 férfi)
- Mongólia (MGL) (3 – 2 férfi, 1 nő)
- Nagy-Britannia (GBR) (48 – 34 férfi, 14 nő)
- NDK (GDR) (53 – 36 férfi, 17 nő)
- NSZK (FRG) (90 – 71 férfi, 19 nő)
- Norvégia (NOR) (64 – 54 férfi, 10 nő)
- Olaszország (ITA) (58 – 42 férfi, 16 nő)
- Portugália (POR) (5 – 5 férfi)
- Puerto Rico (PUR) (9 – 8 férfi, 1 nő)
- Románia (ROU) (11 – 5 férfi, 6 nő)
- San Marino (SMR) (5 – 5 férfi)
- Spanyolország (ESP) (12 – 7 férfi, 5 nő)
- Svájc (SUI) (70 – 56 férfi, 14 nő)
- Svédország (SWE) (67 – 54 férfi, 13 nő)
- Szovjetunió (URS) (101 – 78 férfi, 23 nő)
- Tajvan (TPE) (13 – 11 férfi, 2 nő)
- Törökország (TUR) (8 – 8 férfi)
- Új-Zéland (NZL) (9 – 7 férfi, 2 nő)

## Versenyszámok
Az calgaryi játékokon tíz sportágban, illetve szakágban huszonnyolc férfi, tizenhat női és két vegyes versenyszámban osztottak érmeket. Ezek eloszlásáról ad tájékoztatást az alábbi táblázat.
| Sportág / Szakág | Versenyszámok száma | Versenyszámok száma | Versenyszámok száma | Versenyszámok száma |
| Sportág / Szakág | Férfi               | Női                 | Vegyes              | Összes              |
| ---------------- | ------------------- | ------------------- | ------------------- | ------------------- |
| Alpesisí         | 5                   | 5                   | 0                   | 10                  |
| Biatlon          | 3                   | 0                   | 0                   | 3                   |
| Bob              | 2                   | 0                   | 0                   | 2                   |
| Északi összetett | 2                   | 0                   | 0                   | 2                   |
| Gyorskorcsolya   | 5                   | 5                   | 0                   | 10                  |
| Jégkorong        | 1                   | 0                   | 0                   | 1                   |
| Műkorcsolya      | 1                   | 1                   | 2                   | 4                   |
| Sífutás          | 4                   | 4                   | 0                   | 8                   |
| Síugrás          | 3                   | 0                   | 0                   | 3                   |
| Szánkó           | 2                   | 1                   | 0                   | 3                   |
| Összesen         | 28                  | 16                  | 2                   | 46                  |

## Éremtáblázat
| Az 1988. évi téli olimpiai játékok éremtáblázatának első tíz helyezettje | Az 1988. évi téli olimpiai játékok éremtáblázatának első tíz helyezettje | Az 1988. évi téli olimpiai játékok éremtáblázatának első tíz helyezettje | Az 1988. évi téli olimpiai játékok éremtáblázatának első tíz helyezettje | Az 1988. évi téli olimpiai játékok éremtáblázatának első tíz helyezettje | Olimpia  |
| ------------------------------------------------------------------------ | ------------------------------------------------------------------------ | ------------------------------------------------------------------------ | ------------------------------------------------------------------------ | ------------------------------------------------------------------------ | -------- |
|                                                                          | Ország                                                                   | Arany                                                                    | Ezüst                                                                    | Bronz                                                                    | Összesen |
| 1.                                                                       | Szovjetunió (URS)                                                        | 11                                                                       | 9                                                                        | 9                                                                        | 29       |
| 2.                                                                       | NDK (GDR)                                                                | 9                                                                        | 10                                                                       | 6                                                                        | 25       |
| 3.                                                                       | Svájc (SUI)                                                              | 5                                                                        | 5                                                                        | 5                                                                        | 15       |
| 4.                                                                       | Finnország (FIN)                                                         | 4                                                                        | 1                                                                        | 2                                                                        | 7        |
| 5.                                                                       | Svédország (SWE)                                                         | 4                                                                        | 0                                                                        | 2                                                                        | 6        |
| 6.                                                                       | Ausztria (AUT)                                                           | 3                                                                        | 5                                                                        | 2                                                                        | 10       |
| 7.                                                                       | Hollandia (NED)                                                          | 3                                                                        | 2                                                                        | 2                                                                        | 7        |
| 8.                                                                       | NSZK (FRG)                                                               | 2                                                                        | 4                                                                        | 2                                                                        | 8        |
| 9.                                                                       | Egyesült Államok (USA)                                                   | 2                                                                        | 1                                                                        | 3                                                                        | 6        |
| 10.                                                                      | Olaszország (ITA)                                                        | 2                                                                        | 1                                                                        | 2                                                                        | 5        |